# Casa de la Vila d'Amer
La Casa de la Vila d'Amer és una casa consistorial d'Amer (Selva) inclosa a l'Inventari del Patrimoni Arquitectònic de Catalunya.

## Descripció
Immoble de tres plantes cobert amb una teulada plana i aterrassada. Està ubicat al costat dret de la Plaça de la Vila, però simultàniament fa cantonada a l'esquerra amb l'Avinguda de Barcelona.
La façana principal és la que dona a la Plaça de la Vila i està estructurada internament en dues crugies. La planta baixa consta de dos grans arcs de mig punt irregulars. En el de l'esquerra prima la llum (amplada) per sobre de la sageta (alçada), mentre que en el de la dreta succeeix tot el contrari, ja que s'observa una relació equitativa entre alçada i amplada. Els dos arcs acaben conformant un porxo a l'interior del qual trobem dues grans obertures emmarcades amb pedra. La de l'esquerra actua com a finestra, mentre que la de la dreta, d'arc conopial de taló, actua com a portal d'accés.
El primer i segon pis han estat resolts partint del mateix esquema formal, que consisteix en l'aplicació de dues obertures per pis respectivament. En total són quatre obertures que recullen les mateixes característiques i és que les quatre són rectangulars emmarcades amb pedra i són projectades com a balconades i equipades amb baranes de ferro forjat. Ara bé, les quatre obertures difereixen en dos aspectes: per una banda, en la mida, ja que les del primer són sensiblement majors que les del segon pis, de mida menor. Mentre que per l'altra, la barana del primer pis abasta tot el pla horitzontal de la façana, mentre que les dues del segon pis són de dimensions més moderades i reduïdes.
Pel que fa al treball de la forja aplicat a les baranes aquest és bastant encertat, com així ho acrediten les formes esveltes i lleugeres que ornamenten i inunden les tres baranes.
Al centre de la façana trobem un gran escut que respon a l'escut oficial d'Amer.
Tanca l'edifici en la part superior una cornisa molt sòbria i austera i com a coronament la terrassa, anunciada pel cos de presència piramidal.
La majoria d'edificis de la Plaça de la Vila comparteixen entre ells tota una sèrie de paral·lelismes compositius, estructurals i formals molt evidents. I és que en tots sis (Vegeu fitxa de Ca la Tia Lola), (Vegeu fitxa de Can Tana), (Vegeu fitxa de Can Setze), (Vegeu fitxa de Can Munda), (Vegeu fitxa de Ca l'Espinet) i (Vegeu fitxa de Can Tarradellas) trobem tota una sèrie de trets comuns i similituds com ara la façana estructurada en crugies combinant les dues - Ca la Tia Lola, Can Tana i Ajuntament- amb les tres - Can Munda- i una - Can Setze, Ca l'Espinet i Can Tarradellas- la coberta prima, per sobre de tot, la projecció a dues aigües de vessants a façana; la majoria d'immobles consten de tres plantes -a excepció de Can Setze, Can Munda i Ca l'Espinet de quatre--; proliferen per tota la façana un gran nombre de balconades equipades amb les seves respectives baranes de ferro forjat; el portal d'accés ha perdut protagonisme físic en quedar emmascarat per la porxada composta per arcs de mig punt; es tracta de porxades totalment heterogènies i sense seguir un patró uniforme com així ho evidencia la naturalesa irregular dels arcs de mig punt, els quals apareixen en totes les modalitats possibles: així tenim arcs de mig punt normals, arcs de mig punt rebaixats amb la llum (amplada) més accentuada que no pas la sageta (alçada) - Ca la Tia Lola- arcs de mig punt en què prima la sageta per sobre la llum -Can Tana- i arcs en què es produeix una relació equitativa entre la llum i la sageta -Ajuntament-; la pedra sol tenir poc acta de presència en les façanes fins al punt que la trobem concentrada específicament en parts molt puntuals i específiques com ara les llindes, muntants i ampits de les diverses obertures; el tipus de pedra per excel·lència i que té més difusió és la pedra sorrenca, mentre que la pedra monolítica o pedra calcària de Girona té poc protagonisme.

## Història
L'immoble actual ofereix un magnífic estat de conservació que es deu a les obres periòdiques de manteniment i acondicionament que se solen dur a terme en tots els edificis per tal d'assegurar la seva preservació. Unes obres que es van materialitzar a principis del segle, aproximadament.
Comparant fotografies actuals amb les anteriors, s'observa que l'edifici no ha patit cap canvi dràstic a nivell estructural i formal.
La Plaça de la vila d'Amer on es troba l'immoble, és considerada com la segona plaça porxada més gran de Catalunya. És per aquest motiu que popularment es coneix amb el nom de Plaça Porxada.
Una de les particularitats de la plaça, és que tots els porxos són diferents, i els edificis que hi formen part són d'èpoques i estils molt variats.
El paviment de la Plaça està fet amb llambordes de diferents poblacions de Catalunya.